# Mikhail Epstein
Mikhail Naumovich Epstein (também transliterado Epshtein; em russo:  Михаи́л Нау́мович Эпште́йн; 21 de abril de 1950) é um estudioso literário e ensaísta russo-americano que é o professor Samuel Candler Dobbs de teoria cultural e literatura russa na Universidade Emory, Atlanta, Estados Unidos. Ele se mudou de Moscovo, União Soviética, em 1990. Ele também trabalhou como professor de Teoria Russa e Cultural na Universidade de Durham, Reino Unido, de 2012 a 2015, onde foi fundador e Diretor do Centro de Inovações Humanas da Universidade de Durham.
Suas áreas de especialização incluem pós-modernismo, teoria cultural e literária; a história da literatura russa e história intelectual; pensamento filosófico e religioso contemporâneo, e ideias e mídia eletrônica. Epstein também é um especialista em filosofia russa dos séculos XIX e XX e em pensadores como Nikolai Berdiaev. Escreve ensaios sobre questões culturais, sociais, éticas e internacionais.

## Ideias e termos
No reino da estética, Epstein, juntamente com o poeta e artista conceitual Dmitry Prigov, é creditado por introduzir o conceito de "nova sinceridade" (novaia iskrennost) como uma resposta ao senso dominante de absurdo na cultura soviética tardia e pós-soviética. Nas palavras de Epstein, "pós-conceptualismo, ou a nova sinceridade, é um experimento em ressuscitar línguas mortas 'caídas' com um pathos renovado de amor, sentimentalismo e entusiasmo".
Em sua exploração da espiritualidade contemporânea, Epstein enfoca o conceito de "pós-ateísmo" ou "religião mínima [ou pobre]", discutido em particular em sua correspondência com o pensador protestante Thomas Altizer e amplamente examinado no livro The Secular Age, de Charles Taylor, que se refere à obra de Epstein.